# Antonio Ros de Olano

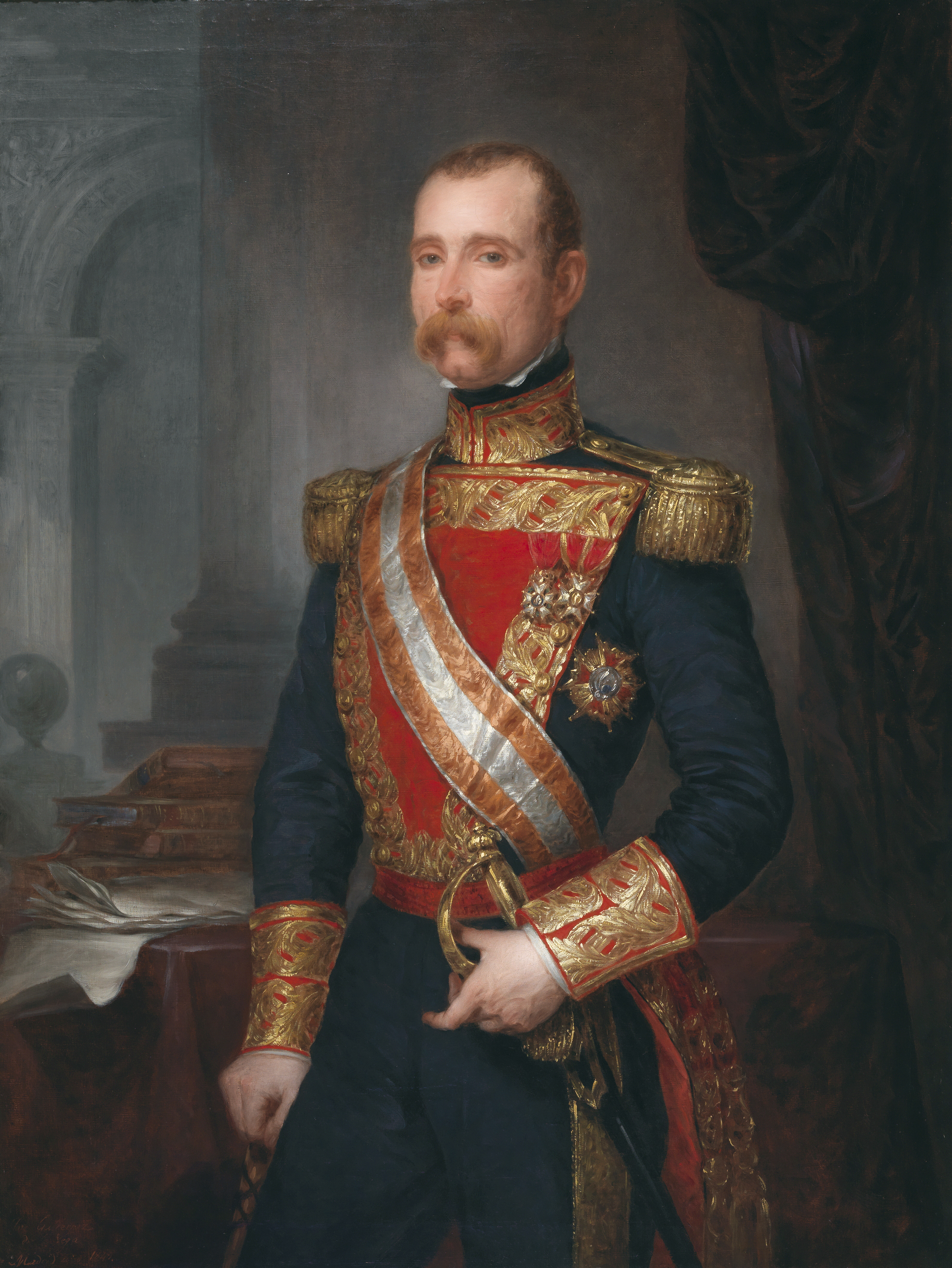
Antonio Ros de Olano. José Gutiérrez de la Vega. 1849. (Pradomuseet).

Antonio José Teodoro Ros de Olano y Perpiñá, markis av Guad-el-Jelú, född 9 november 1808 i Caracas, död 24 juli 1886 i Madrid, var en spansk författare.
Ros de Olano kom redan som barn över till Katalonien. Han ingick på militärbanan, utmärkte sig i karlistkrigen och i Afrika, blev general, transportminister, minister i Lissabon med mera. Ros de Olano var en idérik romantiker, starkt påverkad av tysk poesi, tillhörde Esproncedas plejad och skrev tillsammans med denne verskomedin Ni el tío, ni el sobrino. Ros de Olanos arbeten på skilda litteraturområden är för övrigt sederomanen El diablo las carga (1840), El animo de mi madre, El libro de las lágrimas de Elisa, La noche de máscaras, El calavera de la clase media, Carlitos, problema social, Celos och El escribiano Martín Peláez, Episodios militares (1884) med mera. Ett band Poesías utkom 1866 med företal av Pedro Antonio de Alarcón.